# (13994) Tuominen
(13994) Tuominen – planetoida z pasa głównego asteroid okrążająca Słońce w ciągu 3 lat i 262 dni w średniej odległości 2,4 j.a. Została odkryta 17 marca 1993 roku. Przed nadaniem nazwy planetoida nosiła oznaczenie tymczasowe (13994) 1993 FA15.